# ワット・シン駅
ワット・シン駅（ワット・シンえき、タイ語:สถานีรถไฟวัดสิงห์）は、タイ王国の首都バンコク都チョームトーン区にあるタイ国有鉄道メークローン線の駅である。

## 概要
当駅付近を含む民営ターチーン鉄道（メークローン線のマハーチャイ駅以東の区間）が1905年1月4日に開通し、開業。その後ターチーン鉄道とメークローン鉄道（メークローン線の西側区間となるバーンレーム駅 - メークローン駅間を建設、運営）との合併。1942年-1945年の第二次世界大戦中私鉄のメークローン鉄道は、軍事管理化に入りその後1946年5月8日に国有化されタイ国鉄の駅となった。
1955年までは当駅付近も電化区間に含まれており、電車も運行されていた。
バンコク近郊に位置しており、通勤・通学時間帯を中心に利用客が多い。

## 駅構造
片面ホーム・島式ホーム各1面、着発線2線を有する地上駅である。列車交換が行われる。
当駅を含めメークローン線の各駅には出発信号機がなく、出発合図は手信号により行われている。

## その他
- メークローン線東側区間（ウォンウィアン・ヤイ - マハーチャイ間）の閉塞区間配置

ウォンウィアン・ヤイ駅 - ワット・シン駅 - ランポー駅 - バーンナームジュード停車場 - コークワイ停車場 - マハーチャイ駅